# Asesinato de Melanie Hall
Melanie Hall (20 de agosto de 1970-desaparecida el 9 de junio de 1996; declarada legalmente muerta el 17 de noviembre de 2004) fue una mujer británica, trabajadora de un hospital en Bradford-on-Avon, que desapareció en la madrugada del domingo 9 de junio de 1996, tras una noche de fiesta en la discoteca Cadillacs de Bath. No fue hasta el 5 de octubre de 2009, más de trece años después, que se descubrieron sus restos parciales, después de que un trabajador localizara una bolsa de plástico con huesos humanos en la autopista M5 cerca de Thornbury, en la autoridad unitaria de Gloucestershire Sur del condado inglés de Gloucestershire. Los huesos, que incluían la pelvis, el fémur y el cráneo, fueron analizados e identificados como pertenecientes a Melanie Hall dos días después, el 7 de octubre de 2009. Se determinó que Hall había sufrido fracturas graves en el cráneo y la cara y había sido atada con una cuerda, aunque no se pudo establecer una causa definitiva de muerte. A lo largo de los años, varias personas han sido detenidas, pero posteriormente liberadas.

## Trasfondo
Hall fue descrita por sus padres como una «hija joven y vibrante». Se graduó por la Universidad de Bath en 1995 con un título en enfermería. Su madre, Pat Hall, dijo que la graduación había sido un sueño «preciado» de Melanie durante cuatro años. Melanie Hall trabajó como oficial de oficina en el Royal United Hospital de Bath. Su padre, Stephen Hall, llegó a ser presidente del Bath City Football Club.

## Desaparición
Hall había acordado quedar con su novio Philip Karlbaum el 8 de junio y su madre la dejó en su casa. La noche del 8 de junio de 1996, Hall fue al club nocturno Cadillacs en Bath con Karlbaum y otra pareja de amigos. Se informó que Hall había tenido una discusión con Karlbaum, y se fue del club «molesto» después de que supuestamente la vio bailar con otro hombre. Hall fue vista por última vez sentada en un taburete en el club alrededor de la 1:10 de la madrugada del 9 de junio de 1996. Sus padres denunciaron su desaparición dos días más tarde, el 11 de junio, después de que no se presentara al trabajo.
Karlbaum describió su devastación por su desaparición el 17 de junio de 1996. La policía de Avon y Somerset inició varias búsquedas en el río Avon después de su desaparición y realizó numerosas entrevistas a clubbers y taxistas. Se ofreció una recompensa de 10 000 libras por información, los programas de la BBC Crimewatch y Crimestoppers hicieron llamamientos al público para obtener información, al igual que la hermana de Hall, Dominique, pero no se llegó a buen puerto por este canal de búsqueda.
Sin avances en la investigación, Hall fue declarada legalmente muerta el 17 de noviembre de 2004.

### Descubrimiento de los restos
El 5 de octubre de 2009, un trabajador encontró una bolsa de basura de plástico que contenía huesos mientras limpiaba un parche de vegetación en una vía de acceso en la salida 14 de la autopista M5. Los huesos de la bolsa incluían un cráneo, pelvis y fémur y se encontraron más restos enterrados y esparcidos por el campo junto a la carretera. La policía confirmó que los restos eran humanos y mostraron una joya encontrada en el sitio a los padres de Melanie, quienes confirmaron que había pertenecido a su hija. A pesar de esto, la policía se negó a confirmar que el cuerpo era el suyo hasta que se llevó a cabo una autopsia. Los restos fueron identificados formalmente como los de Hall a través de registros dentales el 7 de octubre. Había sufrido un traumatismo contundente severo en la cabeza que resultó en una fractura de cráneo, pómulos y mandíbula. Hall también había sido atada con una cuerda azul.
Los padres de Hall lanzaron un nuevo llamamiento el 8 de octubre para que cualquier persona con información se presentara en comisaria, mientras que el intendente de la policía de Avon y Somerset, CID DS Mike Britton, declaró que, pese a que su fecha de jubilación estaba próxima, estaba determinado a continuar trabajando para esclarecer el caso, desarrollando un equipo de operación para activar un operativo sobre un caso que tenía trece años de antigüedad. El 29 de octubre de 2009, la policía anunció que se habían encontrado cerca del cuerpo tres llaves de un vehículo Ford, posiblemente un Transit, Fiesta o Escort, y que estaban trabajando con Ford para tratar de identificar el vehículo. Crimewatc htambién lanzó un nuevo llamamiento de información, que resultó en más de 200 llamadas telefónicas del público. La recompensa por información que conduzca al arresto también se incrementó a 20 000 libras, el doble de lo inicialmente concedido.
En octubre de 2019, la policía reveló que habían obtenido un perfil de ADN parcial de la cuerda envuelta alrededor de la bolsa que contenía los restos de Hall y declaró que confiaban en que el asesino de Hall sería capturado. Sus padres restablecieron una recompensa de 50 000 libras esterlinas por información que condujera a un arresto y una condena.

### Detenciones
En 2003, la policía arrestó a dos hombres en relación con la desaparición de Hall, pero fueron puestos en libertad sin cargos después de que se registraran algunos edificios y un campo cerca de Bath. En 2009, un hombre de 37 años confesó su participación en el asesinato de Hall a la policía en Gran Mánchester, pero fue eliminado de la lista de la investigación después de someterse a pruebas psiquiátricas. En julio de 2010, un hombre de 38 años de Bath fue arrestado bajo sospecha del asesinato de Hall y posteriormente puesto en libertad bajo fianza. En agosto de 2010, otro varón de 39 años de Wiltshire fue arrestado por la policía bajo sospecha de asesinato después de entregarse en una estación de policía en el área de Avon y Somerset. Posteriormente, fue puesto en libertad bajo fianza.
En octubre de 2013, la policía dijo que había encontrado un automóvil Volkswagen Golf blanco relacionado con sus investigaciones y había recibido información relevante sobre la cuerda utilizada para atar el cuerpo de Hall. El 25 de noviembre de 2013, se informó que un hombre de 44 años había sido arrestado en una dirección en Bath, bajo sospecha de asesinato. El hombre quedó en libertad bajo fianza hasta el 19 de diciembre y se registró una propiedad en Bath. El 28 de noviembre de 2014 se informó que no había pruebas suficientes para acusar al sospechoso. El 23 de junio de 2016, un hombre de 45 años fue arrestado tras la recuperación del ADN del lugar donde se descubrieron los restos de Hall, y puesto en libertad bajo fianza unos días después.
Para octubre de 2019, se habían realizado once arrestos durante la investigación policial, pero nunca se habían presentado cargos contra nadie.

## Relación con otros casos
La policía no ha descartado vínculos con el asesinato de la agente inmobiliaria Suzy Lamplugh (que desapareció en julio de 1986 y cuyo cuerpo nunca ha sido encontrado) y el caso de un agresor sexual en serie en Bath, apodado el «violador de Batman» después de que dejó una pelota de béisbol y una gorra con el logo de Batman en la escena de un ataque. Se sabe que el agresor desconocido intentó secuestrar a una mujer a punta de cuchillo, dejándola herida cuando se defendió y logró escapar, en la misma zona de la ciudad unas horas antes de que Hall fuera secuestrada. También se ha sugerido que puede haber un vínculo entre el asesinato de Hall y Levi Bellfield, quien está cumpliendo cadena perpetua con una orden de cadena perpetua por tres asesinatos cometidos entre 2002 y 2004. Un vínculo sugerido con el asesino convicto Christoper Halliwell, que también cuenta con una sentencia de cadena perpetua por los asesinatos de Sian O'Callaghan y Becky Godden-Edwards, ha sido descartada por la policía de Avon y Somerset.
Su funeral se realizó en la abadía de Bath, siendo posiblemente enterrada en su cementerio.